# Raja (album)
Raja è il terzo album studio della band thrash metal finlandese Stam1na. È stato pubblicato il 15 febbraio 2008.

## Tracce
1. "Hammasratas" (4:08)
2. "Susi-ihminen" (3:57)
3. "Muistipalapelit" (05:34)
4. "Vartijaton" (5:12)
5. "Voima vastaan viha" (3:36)
6. "Lääke" (4:24)
7. "Kädet vasten lasia" (4:02)
8. "Luova hulluus" (3:57)
9. "Muuri" (4:24)
10. "Murtumispiste" (4:28)